# Mount Rushmore (Dakota del Sur)
Mount Rushmore es un territorio no organizado ubicado en el condado de Pennington en el estado estadounidense de Dakota del Sur. En el Censo de 2010 tenía una población de 6.802 habitantes y una densidad poblacional de 11,91 personas por km².

## Geografía
Mount Rushmore se encuentra ubicado en las coordenadas 43°58′50″N 103°22′24″O / 43.98056, -103.37333. Según la Oficina del Censo de los Estados Unidos, Mount Rushmore tiene una superficie total de 571.3 km², de la cual 569.58 km² corresponden a tierra firme y (0.3%) 1.72 km² es agua.

## Demografía
Según el censo de 2010, había 6.802 personas residiendo en Mount Rushmore. La densidad de población era de 11,91 hab./km². De los 6.802 habitantes, Mount Rushmore estaba compuesto por el 94.78% blancos, el 0.24% eran afroamericanos, el 2.35% eran amerindios, el 0.56% eran asiáticos, el 0.01% eran isleños del Pacífico, el 0.44% eran de otras razas y el 1.62% pertenecían a dos o más razas. Del total de la población el 1.94% eran hispanos o latinos de cualquier raza.